# Plectris cordobana
Plectris cordobana är en skalbaggsart som beskrevs av Moser 1924. Plectris cordobana ingår i släktet Plectris och familjen Melolonthidae. Inga underarter finns listade i Catalogue of Life.